# Compagnie des eaux de Paris
La Compagnie des eaux de Paris est une société française de service de distribution d'eau grâce à une pompe actionnée par la machine à vapeur fondée à la fin du XVIIIe siècle. Cette société par actions cotée à la Bourse de Paris, qui fut la première en France à lancer un service de distribution à grande échelle, s'est retrouvée au cœur des grandes spéculations boursières sous Louis XVI.

## Histoire

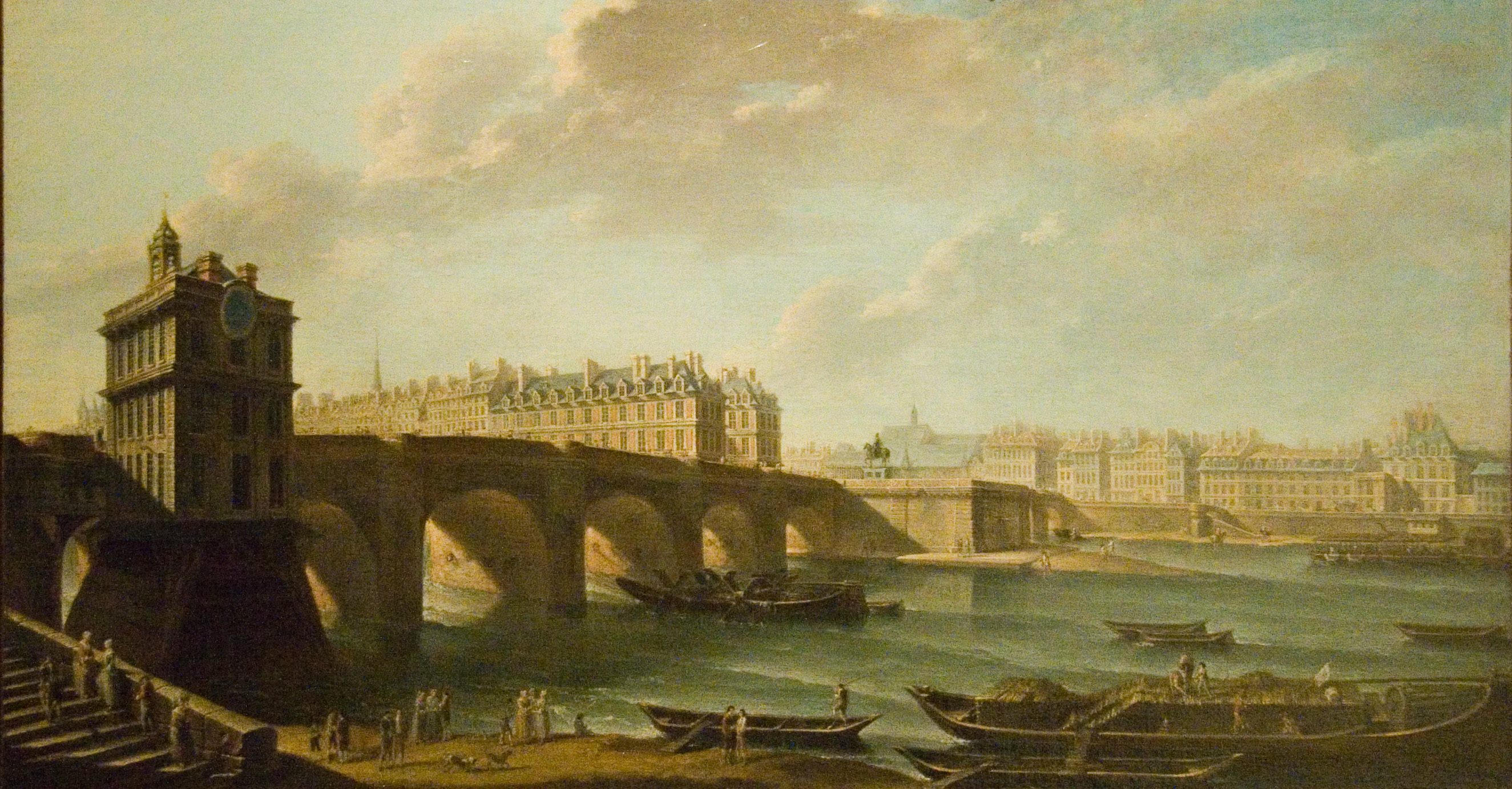
Vue de la pompe de la Samaritaine au bout du pont Neuf, en 1755.

Jusqu'en 1770, deux machines hydrauliques vétustes, les pompes Notre-Dame et de la Samaritaine, fournissaient les eaux nécessaires à la consommation de Paris. L'eau ne coule pas en permanence dans les fontaines, coupées la nuit et des quartiers comme Montmartre ou les Invalides n'ont pas accès à l'eau potable.
La Compagnie des eaux de Paris est fondée en 1778 sous le statut de société en commandite par les frères Périer, des protégés du duc de Chartres et du duc d'Orléans qui avaient inventé une pompe centrifuge. Leur idée était de desservir les maisons particulières, à titre onéreux, par des branchements sur l'eau de la Seine, pompée au niveau de la plaine de Chaillot. Ils souhaitaient alimenter des fontaines marchandes où l’eau serait vendue directement chez les particuliers qui souscrivaient un abonnement, puis installer dans Paris des « pompes à feu » sous forme de robinets pour combattre les incendies et nettoyer les rues. Ils importèrent d’Angleterre en 1781 une machine à vapeur inventée par James Watt pour pomper l’eau de la Seine et apportèrent l'outillage industriel des pompes à feu de Chaillot. Un après, la pompe entre en fonctionnement. Leur réseau alimentait la ville de Chaillot (aujourd'hui quartier de Chaillot) sur la rive droite et le quartier du « Gros Caillou », sur l'actuel quai d'Orsay, sur la rive gauche, avec respectivement 4 100 et 1 300 m3 d'eau par jour.
La société fut autorisée par lettres patentes de  Louis XVI du 7 février 1777. Ce fut la première société vraiment privée cotée à la Bourse de Paris, même si elle dépendait d'un marché public. Dans les années 1780, l'action de la Compagnie des eaux de Paris fut l'objet de l'agiotage caractéristique de l'époque pré-révolutionnaire, tout comme celles de la Caisse d'escompte et de la nouvelle Compagnie des Indes refondée en 1785, au cœur des grandes spéculations de la fin du règne de Louis XVI. Sa fragilité provoqua une série d'offensives contre les frères Périer, après que le cours eut atteint un sommet durant l'été 1786. Le banquier Étienne Clavière et ses nombreux amis dans la finance soutiennent une concurrente, l'Entreprise de l'Yvette, créée par Nicolas Defer de la Nouere (1740-1794) en 1787. Dans un pamphlet, Mirabeau déclare chimérique le projet des frères Périer. Il prend parti pour l'Entreprise de l'Yvette et donne en exemple la compagnie que sir Hugh Myddelton (1560-1631) avait créée pour détourner sur 60 kilomètres, via un aqueduc construit entre 1608 et 1613, la rivière Neuve jusqu'à Londres. Dans ses Œuvres complètes, Beaumarchais, lui répond avec cette épigraphe : « Pauvres gens ! je les plains ; car on a pour les fous plus de pitié que de courroux » (La Fontaine). Il se lance dans une bataille de chiffres, évaluant le coût du projet de l'Entreprise de l'Yvette à dix millions de livres.

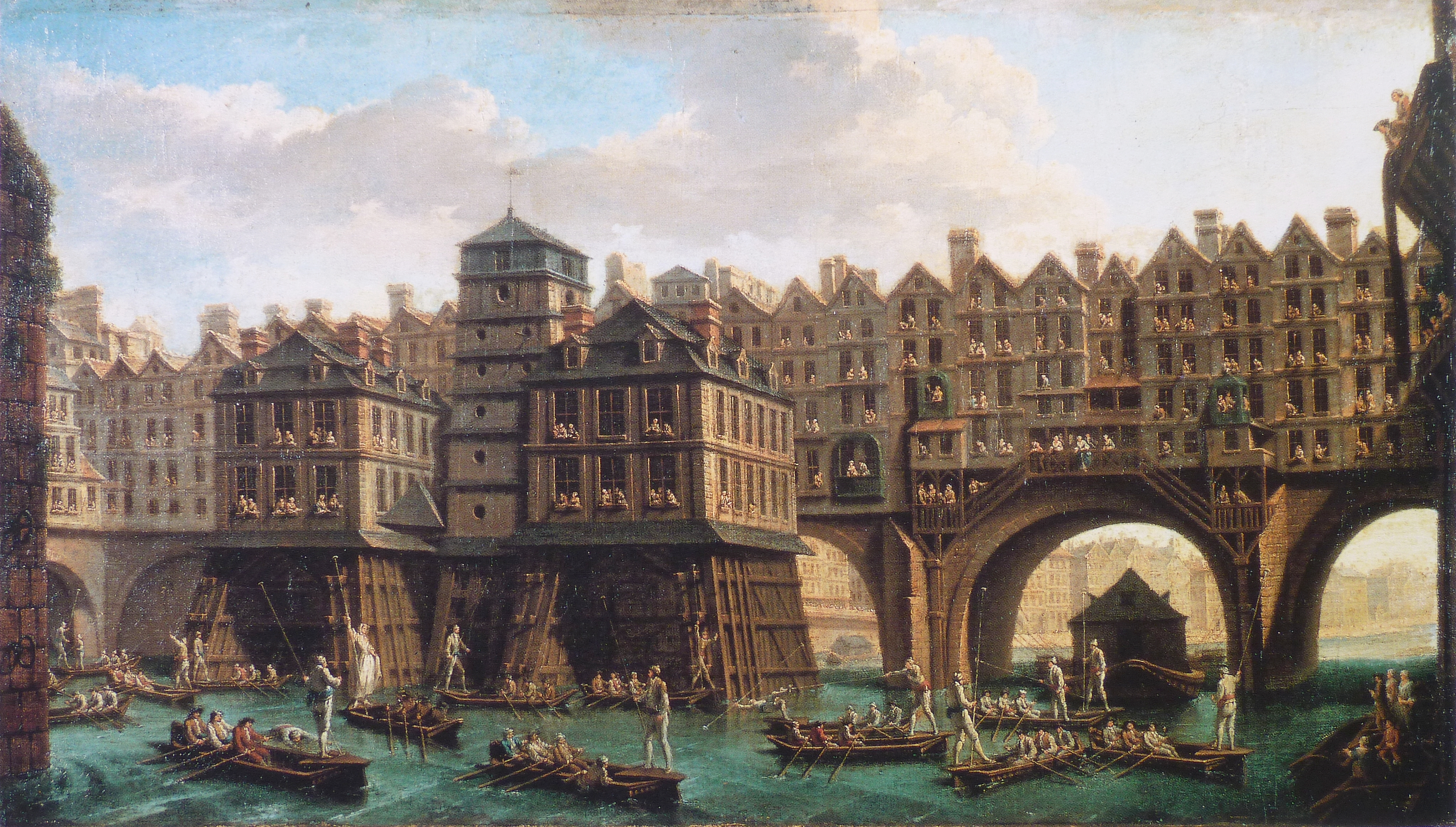
Vue de la pompe Notre-Dame entre le pont Notre-Dame et le pont au Change, vers 1752.

Les actions de la Compagnie des eaux de Paris s'effondrent au deuxième semestre 1786. La Compagnie décide alors de créer une société filiale, la Chambre d'assurance contre les incendies qui est autorisée le 20 août 1786, par arrêt du Conseil du Roi. Ce dernier autorisa la division de la Compagnie en deux branches : assurance contre les incendies et assurance sur la vie, lui permettant de lancer en 1787, sous l'impulsion d'Étienne Delessert, des produits d'assurance-vie, avec des primes fixes et progressives suivant l'âge de l'assuré, ce qui débouche sur une assurance variant de 1 000 livres à 300 000 livres. Elle assure aussi, dans le cadre d'une large gamme de prestations, les pensions, bénéfices, douaires, charges à vie et même un capital quelconque au décès de tout individu dénué de capitaux dont l'existence serait précieuse à sa famille.
La société manquant de capitaux, la ville de Paris est contrainte de la racheter et devient propriétaire de 80 % des titres de la Compagnie des eaux de Paris en 1788, l'année de la mise en service d'une seconde pompe. L'Entreprise de l'Yvette fut liquidée en 1793. Ayant été congédiés, les frères Périer intentèrent un procès aux administrateurs de la Compagnie pour obtenir la restitution des 300 actions qui leur appartenaient. Ils obtinrent gain de cause par l'arrêt du Parlement du 22 septembre 1790, qui condamna la Compagnie à les dédommager de 1,2 million de livres.
L’empereur Napoléon Ier plaça l’ensemble de la production et de la distribution de l’eau sous l’autorité du préfet de la Seine et décida la construction du canal de l'Ourcq, suivi du forage du puits artésien de Grenelle et l’installation de fontaines dans presque toutes les cours d’habitation.